# 玉山紫菀
玉山紫菀（学名：Aster morrisonensis）又名玉山铁杆蒿，是菊科紫菀属的植物，为台灣特有植物。分布在台湾海拔3,300米至3,700米的地区，多生长于高山，目前尚未由人工引种栽培。